# Триумфальная арка (Благовещенск)
Триумфальная арка в Благовещенске — памятник в русском стиле в Благовещенске, построена в честь посещения города наследником Цесаревичем Николаем Александровичем 4-5 июня 1891 года. Была разрушена в советское время, воссоздана в 2003—2005 годах. Открытие состоялось 4 ноября 2005 года.

## История

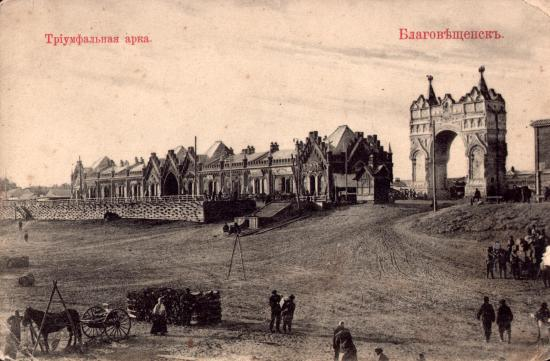
Вид арки в конце XIX века

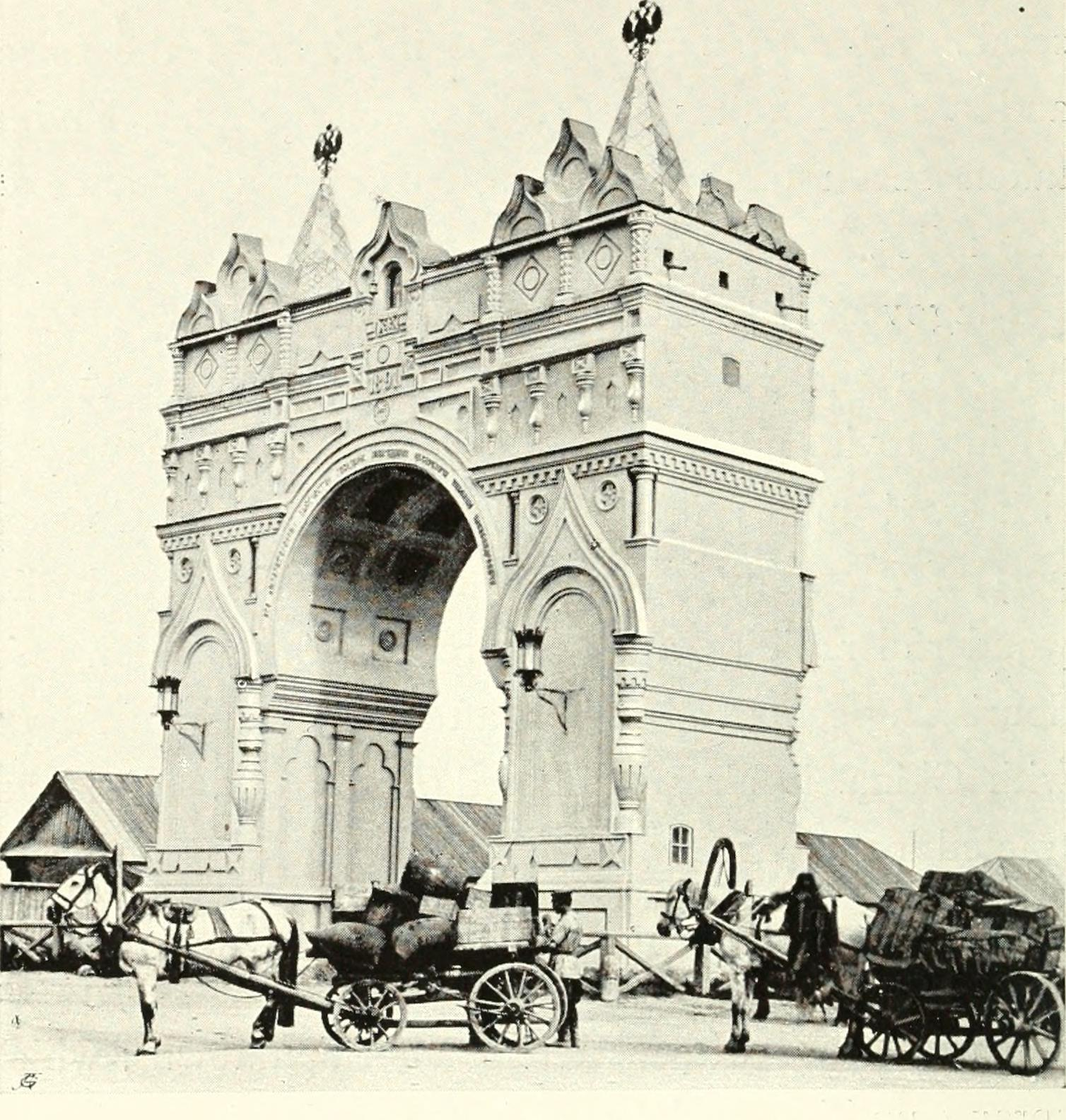
Триумфальная арка в 1904 году

Первоначальная арка воздвигнута архитектором И. И. Буковецким к приезду в город наследника Цесаревича Николая II 4-5 июня 1891 года, когда он объезжал Дальний восток, дав старт строительству Транссиба во Владивостоке. Строительство Триумфальной арки обошлось в 10 тысяч рублей. Арка строилась на пожертвования купцов, золотопромышленников и простых жителей Благовещенска.
В советское время арка была заброшена. В 1923 году триумфальная арка по решению губернского исполнительного комитета была переименована в «арку имени 5-й Краснознамённой армии». Во время наводнения 1928 года в Благовещенске фундаменты сооружения были повреждены, и в сентябре 1936 года арка была разобрана.
В 1990-х годах в обществе начались дискуссии о восстановлении разрушенной триумфальной арки. В 2003 году был создан специальный оргкомитет и в обществе началась кампания по воссозданию арки. Восстановительные работы велись на средства, пожертвованные горожанами и предпринимателями. При восстановлении триумфальной арки были использованы сохранившиеся архивные документы. Сооружение было восстановлено на прежнем месте в 2003—2005 годах. При закладке фундамента арки были обнаружены части фундамента от первоначальной арки. В процессе строительства «новой» арки в фундамент заложили капсулу с посланием потомкам.
Открытие воссозданной триумфальной арки состоялось 4 ноября 2005 года в День народного единства.

## Описание и изображения
Триумфальная арка выполнена в русском стиле в виде каменных ворот. Высота сооружения составляет 20 метров, оба шатра увенчаны гербами России.
Памятные надписи с двух сторон ворот, иконы, даты, архитектор В. Сикерин.

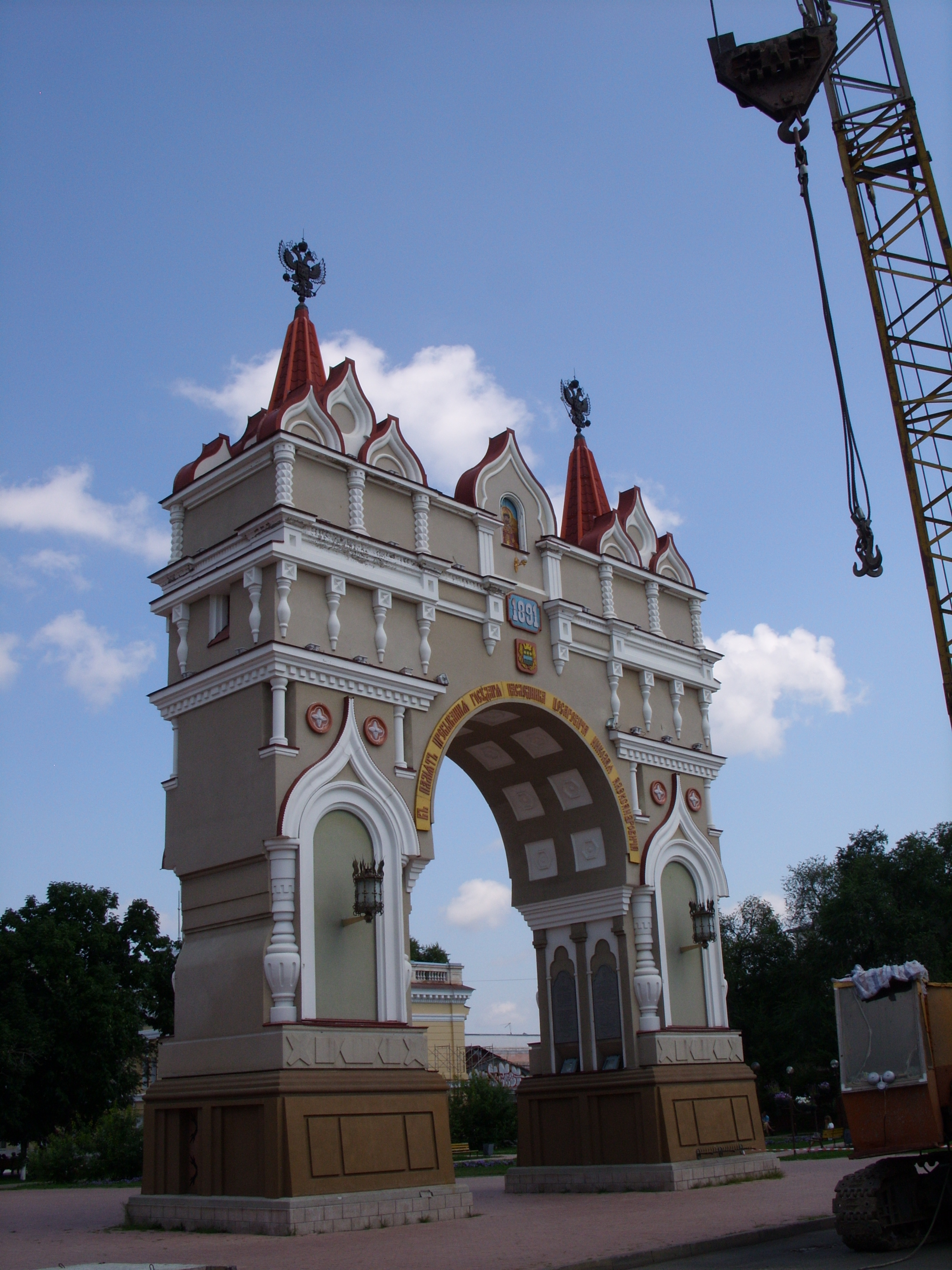
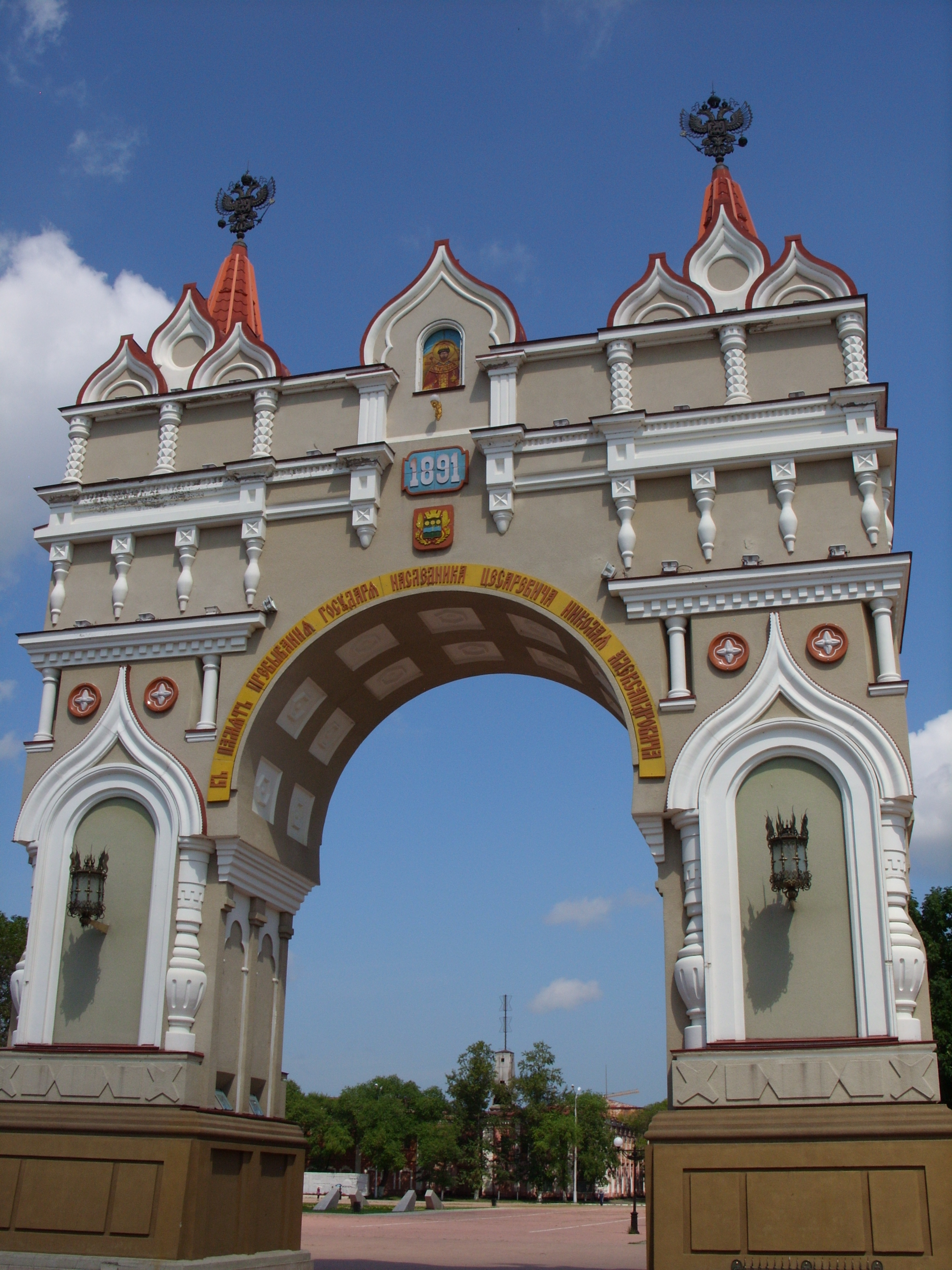
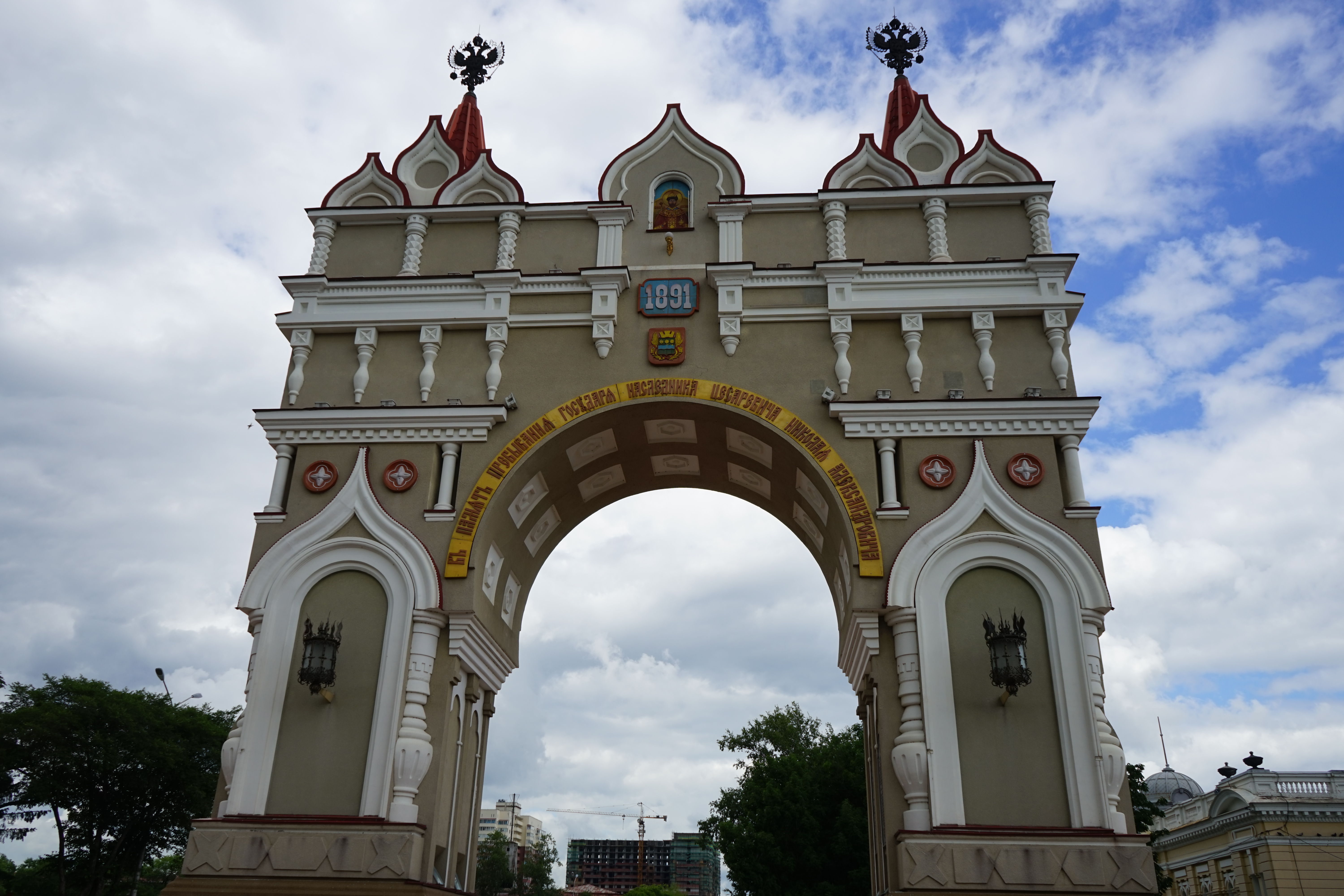
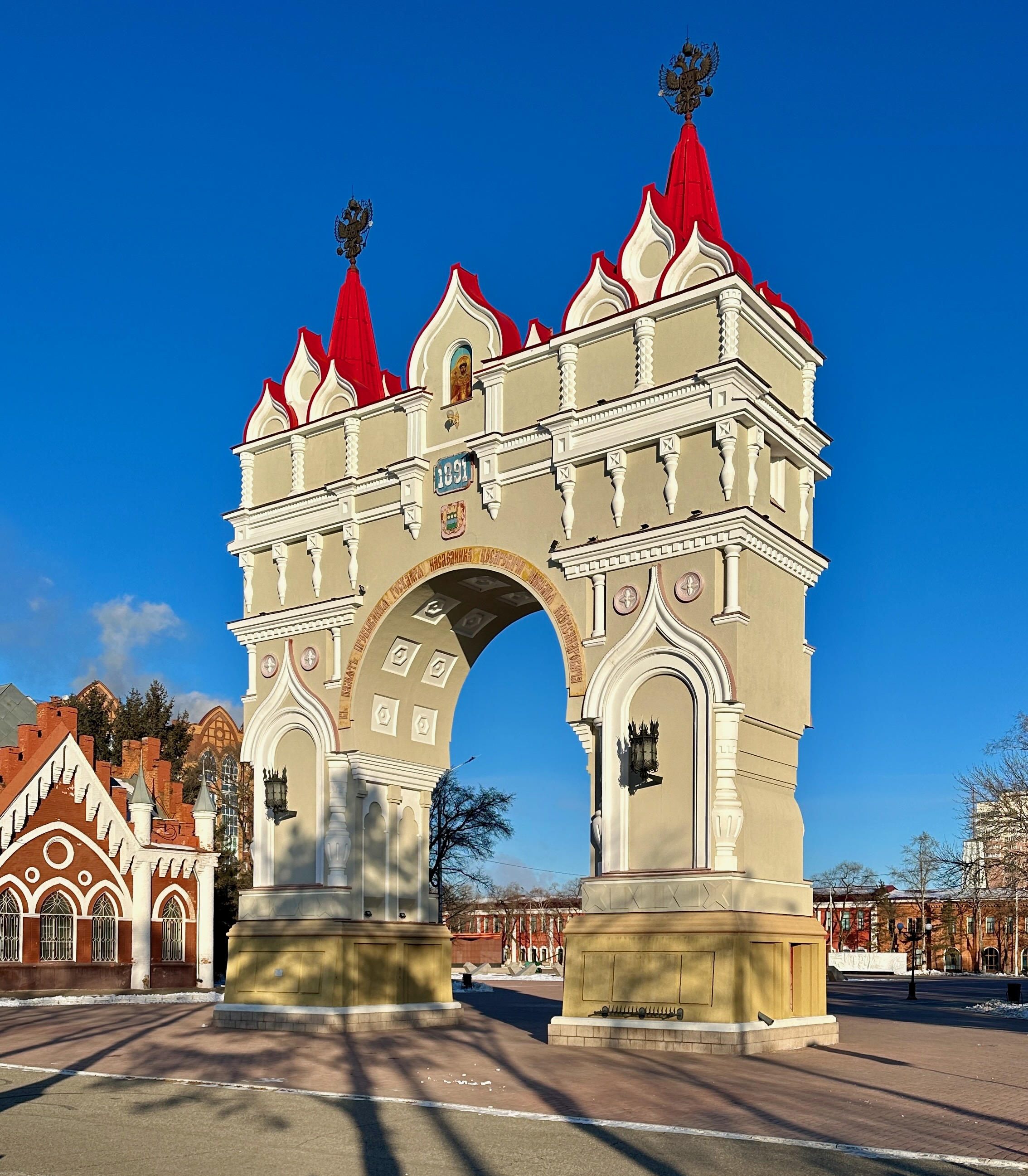
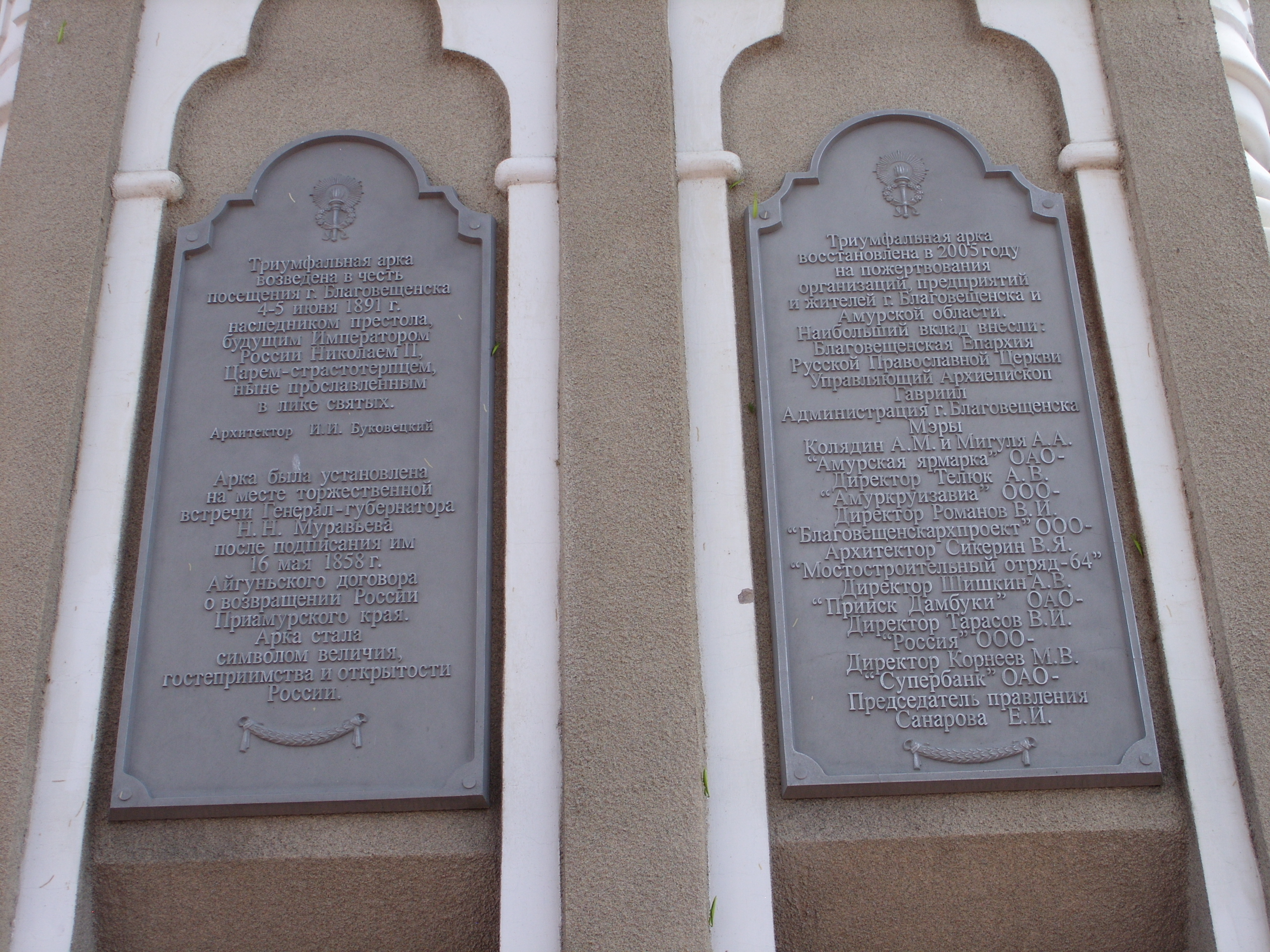